# Crofton, Nebraska
Crofton är en ort i Knox County i delstaten Nebraska, USA.